# Nouvelle Acropole
Pour les articles homonymes, voir Acropole (homonymie).
Nouvelle Acropole est un mouvement ésotérique d'inspiration théosophique et une école de philosophie qui promeut l'étude des grandes traditions spirituelles, de la philosophie antique et de la sagesse universelle ; fondé en 1957 en Argentine par Jorge Ángel Livraga Rizzi (1930-1991), philosophe et écrivain.
Présente dans une cinquantaine de pays, Nouvelle Acropole est juridiquement constituée sous la forme d'une association internationale à but non lucratif. Se déclarant indépendante, apolitique et non confessionnelle, elle organise des activités philosophiques, culturelles, ainsi que des actions de volontariat social, écologiques et humanitaires.
Des soupçons de dérives sectaires, jamais confirmés et toujours contestés par l'association ont suscité la polémique pendant plusieurs années et font encore controverse. Derrière les activités publiques proposées, il a été pointé du doigt par certains que l'objectif inavoué serait de séduire pour intégrer à sa structure initiatique de nouveaux membres.

## Historique et organisation
Initialement fondée en 1957 en Argentine par Jorge Ángel Livraga Rizzi, Nouvelle Acropole a commencé à s'implanter à l’étranger à partir de 1972. 
Jorge Livraga ouvre aux étudiants une première école de philosophie à Buenos Aires avec la collaboration probable de sa compagne Ada Dolores Albrecht. À partir des années 1970, en s'appuyant sur la reconnaissance de l'association comme fondation publique par les autorités argentines, le mouvement commence à s'étendre à plusieurs pays d'Amérique du Sud, et en 1972, elle gagne l'Europe.
L'organisation a été dirigée à partir de 1991 (mort de son fondateur) par Delia Steinberg Guzmán, et à partir de 2020 par Carlos Adelantado Puchal, nommé président international de Nouvelle Acropole. En 2025, elle est présente dans une cinquantaine de pays.
Nouvelle Acropole est une organisation internationale à but non lucratif (Organisation Internationale Nouvelle Acropole, OINA), inscrite au registre international des associations dont le siège est à Bruxelles (Belgique) sous le numéro 3/12-941/S devenu 440.029.711,,, 418.588.355 et 422.023.244.
Dans certains pays, elle collabore avec des organismes officiels internationaux, comme l'Organisation des États américains,.
En France, Nouvelle Acropole est une association loi de 1901 légalement déclarée depuis 1978. Elle a été crée et dirigée par Fernand Schwarz, anthropologue et philosophe, auteur d'ouvrages et documentaires sur les philosophies et civilisations anciennes. Actuellement le directeur est Thierry Adda. 
En 2021, l'association est une fédération qui compte 13 centres (Biarritz, Bordeaux, Bordeaux Rive Droite, Lyon, Marseille, Montpellier, Paris 5, Paris 11, Paris 15, Rouen, Strasbourg, Toulouse, La Cour Pétral). Chaque école est constituée en association loi de 1901 sans but lucratif et animée par un cercle d'adhérents, des membres actifs et un cercle interne de forces vives.
Les volontaires forces vives sont organisés en trois groupes, le groupe masculin, le groupe féminin et un groupe de sécurité, différentiés par des tenues oranges, bleues et rouges. L'entrée est marquée par un rituel de passage, un serment et des épreuves symboliques (en lien avec les quatre éléments),.

## Activités
Les activités proposées par Nouvelle Acropole touchent trois domaines : la philosophie, la culture et le volontariat dans une approche qui vise à renouveler l'intérêt pour la philosophie la culture et l'esprit de service, ce qui se traduit par la diversité des notions abordées dans les cours et activités proposés aux membres.

### Les écoles de philosophie
Dans le domaine philosophique, Nouvelle Acropole propose un programme d'enseignement de philosophie pratique, s'inspirant des sagesses orientales et occidentales. Les enseignements axés sur l’ésotérisme et la symbolique proposent l’étude comparée des religions et des cours ou conférences portant sur des sujets variés : mythes, philosophies, sciences, architecture sacrée, arts traditionnels, souvent avec la participation de conférenciers extérieurs à l'association.
Les références à la philosophie grecque y sont nombreuses (Platon, stoïciens,...) et certaines matières dispensées aux cycles supérieurs sont influencées par la théosophie (cosmogénèse, symbolisme, astrologie).
Elle promeut annuellement la journée mondiale de la philosophie Instituée en 2005 par l’UNESCO qui souligne l’importance de cette discipline, surtout pour les jeunes — « la philosophie est une discipline qui encourage la pensée critique et indépendante, à même d’œuvrer pour une meilleure compréhension du monde et de promouvoir la tolérance et la paix »,. Cette journée est célébrée chaque année le troisième jeudi du mois de novembre. A cette occasion depuis sa création en 2021 en France, Nouvelle Acropole participe activement au Festival des nuits de la Philo,.
L'association édite des publications à caractère philosophique. Enfin des voyages et rencontres répondent à la même préoccupation spirituelle (Égypte, Grèce, Mexique).

### La promotion de la culture et des arts
Le programme de Nouvelle Acropole pour la culture et les arts s'exprime par des évènements internationaux dans la musique, la photo et l'organisation de la journée mondiale des arts. L'objectif comme décrit par son fondateur poète et écrivain en 1989 est ,:

« L'art est la concrétisation de la Beauté ; c'est la conjugaison harmonieuse de différentes parties. On ne peut le rationaliser : l'art est intuitif mais doit avoir une caractéristique : il ne doit pas seulement être l'expression de l'homme dans un état de conscience spécifique, mais aussi la capture d'un mystère cosmique et d'un mystère humain. Le véritable art doit avoir un message, une mystique, il doit pouvoir communiquer sans explications, surtout sans mots… Lorsqu'il est authentique, l'art n'a pas besoin d'explications, car il touche chacun, à son niveau ». Jorge Livraga
En France, elle organise des ateliers de philosophie, conférences, dîners-débats, diffusions de films, expositions sur des thèmes divers, des stages de formation aux métiers d'art, ainsi que des stages loisir à « La Cour Pétral » et portant sur des thématiques variées telles que le feng shui, la géobiologie, la taille de pierre, le chant choral ou les arts martiaux.
Bibliothèques et publications : les Éditions Nouvelle Acropole publient des ouvrages traduits en plus de dix langues à travers le monde. Leur catalogue aborde divers domaines tels que la philosophie, le symbolisme, la littérature, les arts et l'histoire, parmi d'autres thématiques. Par ailleurs, elle publie depuis plus de 50 ans une revue électronique mensuelle intitulée Acropolis, ainsi que des dossiers d'étude.

### La pratique du volontariat
Dans le domaine du volontariat, l’association organise des formations ainsi que des actions d’aide humanitaire, sociales, et écologiques,.  
Elle apporte également son soutien à des programmes internationaux de promotion du volontariat, notamment dans les domaines écologique, social et humanitaire à l'image de la journée internationale de la terre mère,.
En France l'ONG RAPID France (Rescue And Preparedness In Disasters France) émanation de Nouvelle Acropole et de RAPID-UK,  fondée par certains de ses membres organise des camps baptisés « Perseus » avec des jeunes volontaires. Ces camps ont pour but la pratique du volontariat écologique, la restauration de patrimoine, ou encore l'apprentissage de techniques d'intervention d'urgence et de dégagement de victimes en cas de catastrophe naturelle. L'ONG est notamment intervenue lors des séismes à Haïti en 2010, au Népal en 2015 et en Turquie en 2023.
Depuis la fondation de Nouvelle Acropole, au niveau social, les écoles organisent et forment leurs membres aux maraudes qui sont l’occasion d’aller à la rencontre des sans-abris, de partager un café ou un peu de nourriture, mais surtout d'oser se confronter à l’essentiel. Au-delà de nos préjugés, les femmes et les hommes vivant dans la rue n’ont plus de superflu : ni dans leurs possessions, ni dans leur manière d’être. Oser la rencontre et partager ce qui nous rend humains : la dignité, le respect, l’écoute et la bienveillance sans rien attendre.

## Doctrine et lignée
L’association Nouvelle Acropole défend l’idée que la philosophie doit retrouver sa vocation première, défendue en France par Pierre Hadot, celle d’être non pas une discipline spéculative réservée à une élite, mais un questionnement critique accessible à tous. Elle conçoit la philosophie comme un outil pratique permettant à chacun de mieux vivre avec soi-même, avec les autres et avec l’environnement, dans une perspective de paix et de fraternité internationale,.
Cette quête d'une sagesse primordiale et universelle se retrouve dans l'intitulé de l'enseignement du premier cycle « Introduction à la sagesse d'Orient et d'Occident » ainsi que dans la charte du mouvement, affichée dans toutes les écoles depuis sa création en 1957,:

1. Promouvoir un idéal de fraternité, fondé sur le respect de la dignité humaine, au-delà des différences de sexe, culturelles, religieuses, sociales, etc.
2. Éveiller l’amour de la sagesse par l’étude comparée des philosophies, des religions, des sciences et des arts, pour promouvoir la connaissance de l’être humain, de la Nature et de l’Univers.
3. Développer le meilleur de l’être humain, en favorisant son développement, en tant qu’individu et en tant que membre actif de la société. Agir en harmonie avec la Nature pour améliorer le monde.

Dans l'ensemble des pays et dans les treize centres français sont dispensés le même enseignement philosophique et moral visant au  développement de la recherche intérieure tout en prônant la liberté de conscience et le respect de la personne humaine.

### Classicisme et ésotérisme
Antoine Faivre relève une « approche philosophique du politique [qui] s'inspire d'une vision platonicienne selon laquelle c'est l'individu qui est moteur de la société, par sa propre amélioration et moralisation, et pas simplement le système qui, par ses lois, susciterait automatiquement des individus meilleurs. Aussi, pour eux, la clé de voûte du politique est-elle l'éducation, dont le rôle est de faire jaillir les qualités intrinsèques de l'individu et les relations de solidarité et de fraternité avec autrui ».

### Éclectisme: influences d'Orient et d'Occident
L'universitaire Antoine Faivre, historien des courants  ésotériques modernes qui a étudié en détail l'association décrit dans une étude approfondie les fondements et les sources qui inspirent Nouvelle Acropole . Il note que Jorge Livraga voulait créer avec Nouvelle Acropole une « école de philosophie », qui ne se limite pas à la transmission de contenus ésotériques, mais prône une étude comparée des grandes spiritualités et traditions.  

Dans le corpus de référence dont se réclament les publications françaises de Nouvelle Acropole, on retrouve la philosophie de Pythagore, de Platon, du néoplatonisme, ainsi que de l'hermétisme alexandrin et de la Renaissance. À cela s'ajoutent les deux grands courants théosophiques, celui de Jakob Böhme et celui d'Héléna Petrovna Blavatsky, ainsi que des éléments de philosophie orientale (hindouisme notamment, à travers les trois écoles purushiaques, le bouddhisme mahayana et tibétain). 

« Jorge A. Livraga Rizzi voulait créer une « approche éclectique et rationnelle », selon ses propres termes, de différents courants pour mettre en lumière des ressemblances et des points communs entre la pensée d'Orient et celle d'Occident. Il s’agissait pour lui de définir les éléments d'une philosophie de type universel, en renouant avec toutes les racines spirituelles, y compris celles qu'a rejetées l'Occident ; par exemple, celles de l'Égypte ou de l'Asie... Nouvelle Acropole tente également de favoriser celles d'auteurs contemporains comme C.G. Jung, Mircea Eliade, Joseph Campbell, Gilbert Durand, Henry Corbin, Paul Ricœur, Dane Rudhyar, Jean Chevalier ou Edgar Morin. Plusieurs parmi ceux-ci, ainsi que d'autres philosophes, scientifiques et sociologues, se sont exprimés librement dans les colonnes de la revue de l'association »

Nouvelle Acropole est parfois classée parmi les nouveaux mouvements religieux,, mais comme le précise Antoine Faivre, elle ne se reconnaît pas dans ce qualificatif et ne prétend pas « détenir une révélation particulière, ni vouloir fonder ou promouvoir une quelconque religion ». Faivre la classe parmi les « sociétés initiatiques ». Ce dernier ajoute qu'il a « pu constater que l'origine des membres est multiculturelle. Y sont représentés des gens de différentes croyances ».

### Enseignement théoriques et pratiques
Les enseignements de Nouvelle Acropole portent sur un certain nombre de principes ésotériques et de traditions spirituelles héritées de la Société théosophique, de Pythagore et des néoplatoniciens,. Au-delà de son versant philosophique, la doctrine acropolitaine véhicule ainsi des théories telles que la transmigration des âmes. 
Nouvelle Acropole a pour ambition de créer une « grande fraternité spirituelle et universelle qui dépasse les cultures, les religions et les pays » et dans ce sens les « écoles acropolitaines sont des matrices qui permettent, à échelle locale, de se préparer, de se former à vivre cette fraternité ». Le membre « disciple »  se consacre à gagner en sagesse pour devenir le changement qu'il veut voir autour de lui et dans le monde, s'exiger avant d'exiger de l'autre et par l'exemple vaincre les épreuves de la vie, voire viser une « renaissance intérieure ».

## Controverse
Diverses accusations ont provoqué des critiques en Europe à l'encontre de Nouvelle Acropole, notamment en France, depuis le milieu des années 1970. À cela s'ajoutent des écrits et déclarations controversés attribués au fondateur, en partie contestés. Et bien que selon le centre de recherche CROIR de l'université Laval (Québec), l’histoire et les pratiques du mouvement n’ont jamais confirmé les accusations de dérives sectaires, la réputation du mouvement s’en trouve encore aujourd’hui entachée.
Ces critiques, rumeurs et controverses entourant NA comme d'autres mouvements ésotéristes relèvent, selon les cas, de problématiques de fond ou de considérations circonstancielles. Certaines critiques sont liées à la confrontation avec le mode de pensée ésotérique et symbolique, souvent peu familier, pouvant susciter incompréhension ou inquiétude,. D'autres relèvent davantage de projections fantaisistes ou de théories spéculatives, souvent amplifiées par la visibilité médiatique et la viralité propre aux réseaux sociaux, qui jouent un rôle de caisse de résonance. Ces controverses portent le plus souvent sur l'aspect du secret, de la liberté du membre, de hiérarchie pyramidale, de la notion de combat et de quête de force intérieure ou des considérations politiques d'encouragement au fascisme et anti-démocratisme.
Le rapport Vivien en 1983 et souligne que « sous des apparences libérales démocratiques se profile un mouvement aux sympathies totalitaires ». L'association conteste ces accusations, se présente comme apolitique, laïque et comme un mouvement humaniste ayant publiquement dénoncé les totalitarismes et les diverses formes de racisme. Elle déclare en 2011 qu'aucune plainte n'a été déposée en France depuis sa création en 1974.
En 1995, Nouvelle Acropole est citée dans le rapport d'une commission d'enquête parlementaire sur le phénomène sectaire en France, parmi 172 mouvements. Cette liste est officiellement déclarée « obsolète » par une circulaire du gouvernement en mai 2005, au motif que certains critères étaient « des plus malheureux » selon les termes du député Alain Vivien. Le président de la Miviludes déclare en 2005 que cette liste est « complètement caduque ». Toutefois, la Nouvelle Acropole était encore considérée il y a quinze ans comme un mouvement sectaire par certains auteurs,.
En 1996, l'universitaire Antoine Faivre, reconnu au niveau européen pour ses recherches sur les mouvements ésotériques contemporains, affirme dans une étude qui lui est consacrée que Nouvelle Acropole ne présente pas les caractéristiques d'un mouvement sectaire et qu'elle a comme principe fondateur de « dénoncer les méfaits d'une pensée unique, massifiante, d'une logique d'exclusion rendue responsable de conflits, de fractures sociales, de fragmentations ».
En Belgique, Nouvelle Acropole est citée en 1997 dans le rapport d'une commission d'enquête parlementaire sur les groupes et mouvements sectaires,. En 2007, l'association est soupçonnée, dans un article d'une revue anti-fasciste belge, d'affinités avec l'extrême-droite, ce qu'elle conteste formellement dans un droit de réponse. Sous le nom de « Philo contre racisme » le centre de Bruxelles s'engage pour une « fraternité entre tous les hommes » et « une cohabitation des cultures ».
Divers rapports et articles de presse font références aux mêmes sources de 1995 comme le rapport parlementaire de 1999 sur « Les sectes et l’argent »,,,,.
En 2014, le magazine Vice recueille le témoignage d'un ex responsable force vive du « corps de sécurité » au Mexique.
En 2018, contactée par France 3 Occitanie, la Miviludes décrit Nouvelle Acropole comme une organisation pyramidale et militairement hiérarchisée. La Miviludes inclut la Nouvelle Acropole dans son rapport 2018-2020 et relance le débat en novembre 2022,. L'association répond qu’« elle a fait l’objet de rumeurs et de mise à l’index par un rapport parlementaire en 1995, qui n’ont jamais été confirmées par aucun fait et continuent seulement d’exister, plus de vingt ans après, par le jeu des copier-coller et la permanence d’internet. En effet, Nouvelle Acropole a toujours eu pignon sur rue et n’a fait l’objet d’aucune plainte ».
Le GEMPPI a publié en 2020 un témoignage d’un ex-« force vive » de Nouvelle Acropole en France avec le droit de réponse du centre de Marseille.
Le sociologue Gérald Bronner mentionne Nouvelle Acropole parmi les groupes qui utilisent en première approche des sujets de conférence pouvant être éloignés de la spiritualité et de leur doctrine, et qui « installent très progressivement, par étape, les disciples dans un système de croyances [et] peuvent même aller jusqu'à cacher (provisoirement) la vérité de cette doctrine ».

## Ouvrages et publications en Français
Livres édités aux Éditions Nouvelle Acropole par ordre chronologique :
- (es) Jorge Angel Livraga, Manual de primer curso : ética, socio-política, filosofía de la historia, Madrid, ed. Nueva Acrópolis, 1978, 265 p. (ISBN 84-300-0173-5). .
- Jorge Ángel Livraga et Marie-Françoise Touret, Möassy le chien, Nouvelle acropole, coll. « Collection Acropolis », 2021 (1re éd. Les textes essentiels, 1980) (ISBN 978-2-902605-55-2).
- Jorge A. Livraga (trad. de l'espagnol par G. Menegin), L'alchimiste, éditions Nouvelle Acropole Belgique, 1983, D/19833881/1 éd.
- Fernand Schwarz, Égypte, miroir du ciel, Nouvelle acropole, coll. « Collection Acropolis », 2022 (1re éd. 2009) (ISBN 978-2-902605-57-6).
- Fernand Scharwz, La tradition et les voies de la connaissance : hier et aujourd'hui, Éditions Ancrage, coll. « ACROPOLIS », 2013 (1re éd. 1985) (ISBN 979-10-93117-01-0)[76].
- Jorge Angel Livraga et Laura Winckler, Vie et Enseignements du Bouddha, Paris, 2005 (ISBN 2-902605-42-0).
- Isabelle Ohman et Florence Chauvet, Les vers dorés de Pythagore, 2007 (ISBN 978-2-9026-0545-3)[77].
- Fernand Scharwz (dir.) et al., Helena Petrovna Blavatsky, l'actualité de ses enseignements ésotériques, coll. « ACROPOLIS », 2017 (ISBN 978-2-9026-0559-0)[78].
- Délia Steinberg, L'idéal secret des Templiers, coll. « ACROPOLIS », 2020 (ISBN 978-2-9026-0539-2).
- Fernand Schwarz, Persée : Guerrier de la paix, Paris, 2017 (ISBN 978-2-90260561-3).
- Isabelle Ohman, Les temps à venir : Construire le possible - Réflexions d'un philosophe Jorge Livraga, Paris, 2021.
- Jorge Angel Livraga, Comment s'incarnent les rêves : Sélection de conférences, Paris, coll. « ACROPOLIS », 2021 (ISBN 978-2-9026-0562-0).
- María Dolores Fernández-Fígares, Brigitte Boudon et Michèle Morize, Les amis de Platon, coll. « ACROPOLIS », 2023 (ISBN 978-2-9026-0567-5).
- Jorge Ángel Livraga Rizzi, Giovanni Meneghin, Sylvianne Carrié et Pascale Naveau, Thèbes, Éditions Acropolis, 2022 (ISBN 978-2-902605-63-7)[79].

Aux autres éditions :
- Fernand Scharwz, Les traditions de l'amérique ancienne, Saint-Jean-de-Braye, Éditions Dangles, 1986 (1re éd. 1982) (ISBN 978-2703302353).
- Laura Winckler, L'alchimie du couple : Sept clés pour le bonheur, coll. « ACROPOLIS », 2017 (ISBN 978-2882958044)*
- Fernand Scharwz, Le sacré camouflé : ou la crise symbolique du monde actuel, Paris, Cabédita Editions, 2014 (ISBN 978-2-88295-715-3).
- Pierre Poulain, La sagesse au travers de l'objectif : Guide pratique de la photographie comme moyen d'autotransformation, Marseille, Editions Ancrages, coll. « ACROPOLIS », 2013 (ISBN 979-10-93117-00-3).